# Louise Rosalie Allan-Despréaux
Louise Rosalie Allan-Despréaux (Mons, 20 de fevereiro de 1810 — Paris, 22 de fevereiro de 1856) foi uma atriz francesa.

## Biografia
Ela foi "descoberta" por François-Joseph Talma em Bruxelas, em 1820, quando interpretou Joas ao lado dele em Athalie. Por sua sugestão, Louise trocou seu sobrenome, Ross, pelo de solteira de sua mãe, e, como Mademoiselle Despréaux, foi contratada para peças infantis no Comédie-Française. Ao mesmo tempo, estudou no Conservatoire. Em 1825 recebeu o segundo prêmio para comédia, e foi contratada para atuar em papéis ingênuos na Comédie-Française, onde sua primeira aparição neste gênero foi como Jenny em L'Argent em 8 de dezembro de 1826.
Em 1831, o diretor do théâtre du Gymnase conseguiu convencê-la a participar de sua companhia teatral. Seus seis anos neste teatro, durante os quais se casou com Allan, um ator da companhia, foram uma sucessão de triunfos.
Em 1837, ela participou do Teatro Michel, o famoso teatro francês de São Petersburgo inaugurado quatro anos antes. Um trabalho elogiado pela aristocracia russa e pela família imperial.
Retornando a Paris, trouxe consigo, como Ernest Legouvé diz, uma coisa que tinha desenterrado, uma pequena comédia nunca anteriormente apresentada ao público até ela resolver produzi-la, um trabalho semi-esquecido, e estimado por aqueles que o conheciam como uma peça teatral agradável de trabalhar no estilo Marivaux: Un Caprice de Alfred de Musset, que ela tinha interpretado com sucesso em francês em São Petersburgo. Sua escolha desta peça para o seu reaparecimento na Comédie-Française (1847) lançou a pedra fundamental da fama duradoura de Musset como dramaturgo. No ano seguinte, sua comédia Il ne faut jurer de rien foi apresentada no mesmo teatro, e, levou à produção de suas mais importantes peças.
Entre as peças de outros autores em que Mademoiselle Allan-Despréaux ganhou louros especiais na Comédie-Française, estavam: Par droit de conquête, Péril en la demeure, La joie fait peur, e Lady Tartuffe. Nesta última, com uma participação de apenas cinquenta linhas, e atuando ao lado da famosa Elizabeth-Rachel Félix, ela conseguiu manter-se como uma atriz de primeira categoria.
Mademoiselle Allan-Despréaux morreu em Paris, no auge de sua popularidade, em março de 1856.